# Max Weber
Karl Emil Maximilian "Max" Weber, född 21 april 1864 i Erfurt i provinsen Sachsen, död 14 juni 1920 i München, var en tysk sociolog, jurist, historiker och heterodox ekonom (för den historiska skolan). Han anses vara medgrundare och en av "klassikerna" hos samhällsvetenskapen sociologi tillsammans med Karl Marx, Émile Durkheim och även ibland Georg Simmel. I sin sociologiska forskargärning verkade Weber i den hermeneutiska traditionen. Hans forskning har varit viktig för en rad olika discipliner såsom sociologi, religionshistoria, organisationsteori, politisk filosofi, juridik, ekonomi, statsvetenskap och filosofi.

## Biografi
Weber var äldste son i en stor syskonskara; familjens sociala status kan betecknas som högre borgerskap. Han var bror till Alfred Weber.
Han var gift med sociologen och kvinnorättsaktivisten Marianne Weber, som gav ut makens manuskript efter att denne avled.
Weber studerade i Heidelberg, Göttingen och Berlin samt blev professor i juridik i Berlin 1893 och var samtidigt professor i ekonomi i Freiburg. Från 1896 till 1898 var han professor i Heidelberg, men fick ett nervöst sammanbrott som varade i fem år under vilka han var oförmögen att arbeta. Hans fortsatta verksamhet skedde privat till det sista levnadsåret då han verkade i Wien och München som professor.
Weber var professor i handelsrätt i Berlin 1893–94, professor i nationalekonomi i Freiburg im Breisgau 1894–97 och i Heidelberg 1897–1903 samt professor i sociologi i Wien 1918–19 och i München från 1920.
Ideologiskt var Weber liberal, vilket inte minst tydliggjordes i hans senare arbeten med Weimarrepublikens konstitution. Trots detta erkände Weber själv Marx såväl som Nietzsche som garanter för sin egen teoretiska utveckling. I filosofiskt hänseende influerades han också av Kant och Hegel och hans verk har kunnat uppskattas av forskare inom ett brett politiskt spektrum.

## Religionssociologi
Weber har gjort många viktiga bidrag till religionssociologin. I Den protestantiska etiken och kapitalismens anda (1905) undersöker Weber varför kapitalismen utvecklades just i västvärlden och inte någon annanstans. Sedan Romerska rikets fall hade det funnits flera civilisationer i världen som var mer framstående än den europeiska. Weber menar att den ekonomiska utvecklingen i västvärlden intar en unik attityd till ackumulation av rikedom, nämligen en stark drivkraft att samla ihop en stor personlig rikedom, utan att de rikedomarna används till egen lyx och flärd, vilket han kallar kapitalismens anda. Kärnan i Webers teori är att attityderna i kapitalismens anda hade sitt ursprung i religionen.
De tidiga kapitalisterna var ofta puritanskt kristna, många kalvinister. Enligt kalvinismens predestinationslära finns det vissa individer som är förutbestämda att komma till himmelriket efter döden. Genom ångesten denna föreställning gav hade det uppstått en idé om att det på förhand gick att avgöra vem som tillhörde de utvaldas skara och skulle få komma till himlen. Att lyckas i sitt arbete var exempelvis ett tecken på att man var utvald av Gud, vilket gav kalvinisterna en väldig drivkraft att sträva efter ekonomisk framgång, samtidigt som man ansåg att lyx var något ont. Det är ur detta förhållningssätt som kapitalismens anda härstammar, enligt Weber.

## Klass och status
Webers klassbegrepp kan anses ha utvecklats i polemik med Karl Marx och dennes ståndpunkter. Medan Marx ser samhällsklasserna som grundade i hur människorna är relaterade till varandra i produktionssättet, ser Weber klasser främst som ett mer direkt uttryck för vad människorna har att erbjuda den borgerliga offentligheten, det vill säga deras resurser och talanger. Detta är en avgörande skillnad dem emellan. Enligt Weber kännetecknas klasser av att deras medlemmar har en gemensam specifik orsaksfaktor som påverkar deras livschanser. Denna komponent består av kontroll över egendom och förtjänster eller över prestationsförmåga. Det är den typ av möjlighet man har beträffande historiskt betingade relationella kategorier som bestämmer förutsättningarna för individernas öden. Klassituationen är i denna bemärkelse i sista hand en subjektssituerad.
Weber antar, att klassituationen beror på vilken typ av varor eller egendom som medlemmarna kontrollerar, samt på vilken typ av tjänster eller prestationer de kan erbjuda. Klassituationerna blir därför mångskiftande och bildar underlag för en mångfald av klasser. Kontroll över olika slags egendom bildar underlag för olika typer av "egendomsklasser". Bland människor utan stora materiella resurser ger skillnader i intellektuell förmåga, grundade på exempelvis utbildning och yrkesskicklighet upphov till skillnader i resurser på arbetsmarknaden och bildar grundvalen för "förvärvsklasser".
Begreppet "sociala klasser" grundas däremot på sociala relationer mellan individerna inom klasser, vilkas sammansättning kännetecknas av stor stabilitet även över generationer. Webers klassbegrepp har vissa likheter med Karl Marx klassbegrepp, till exempel att egendom eller brist på egendom är grundläggande kategorier i alla klassituationer.
Weber såg förutom produktionslivet även konsumtionssfären som en viktig bas för intresse- och konfliktgrupper. Skillnader i livsstil, grundade i erfarenheter i familjen och under uppväxttiden, manifesterade i konsumtionssfären, ger enligt Weber upphov till statusgrupper eller stånd. En social status-situation utgörs av en given, positiv eller negativ, socialt bestämd värdering av en individs anseende och heder.
Samhällsklass och social status får inte ses som två olika aspekter av social skiktning. I stället, menar Weber, kommer materiella resurser, grundade i klassituationer ofta i motsättning till status, som kommer från en vanligtvis nedärvd tillhörighet till en viss statusgrupp.
Eftersom den relativa betydelsen av statusordningen tenderar att minska när den ekonomiska ordningen ökar och vice versa, och då varje grupp av individer tillhör båda dessa ordningar, blir den långsiktiga utvecklingen av konfliktmönstren omöjlig att förutsäga. Därmed följer också att samhällsutvecklingen i stort inte heller går att förutsäga. Här kan man se en avgörande skillnad gentemot Marx, som ansåg att förändringar i den ekonomiska basen bestämmer samhällsutvecklingen. Växelverkan mellan teori och konkret empiri sker över tid och rum.

## Sociologisk teori

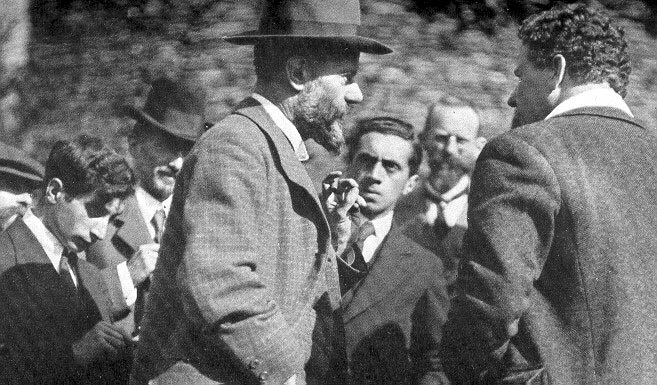
Max Weber år 1917, med den mycket skeptiskt betraktande författaren och revolutionären Ernst Toller i bakgrunden.

I sina sociologiska arbeten studerade Weber både samhällsstrukturernas inverkan på det sociala handlandet och de mekanismer som ligger bakom de mänskliga aktörernas förändring av dessa strukturer. Genom att tolka aktörernas motiv och avsikter ville Weber komma fram till en förståelse för deras handlingssituationer samt finna en förklaring till det mänskliga handlandets mönster i bestämda historiska situationer.
Weber var alltså i likhet med exempelvis George Herbert Mead intresserad av människans subjektiva handlande. Men i högre grad än Mead, gick han bortom det individuella och relaterade i stället handlandet till den sociala strukturen. Enligt Weber skall sociologin tjäna den historiska analysen av spelet mellan aktörerna och deras samhällsomständigheter. Resultatet av analyserna ska i sin tur anknyta till det samtida praktiska behovet av att få kunskap om olika handlingsalternativ. Sociologin kunde därför, om den var framgångsrik, indirekt påverka samhällsutvecklingen i dess helhet. Sociologin och övrig samhällsvetenskap skulle dock inte intervenera i politiken, utan den skulle iaktta objektivitet och värderingsfrihet ("wertfreiheit").
Att Weber tillskriver det mänskliga subjektets handlande en stor betydelse i förhållande till strukturen, står utom allt tvivel. Det visar ju inte minst det vetenskapliga intresse han visat det sociala handlandet, vilket beskrivits ovan. Att han samtidigt är medveten om strukturerna och de sociala normernas styrka är också sant. Weber är kluven i sin syn på det mänskliga förnuftets utveckling, det vill säga rationaliseringsprocessen i samhället. Han hävdar att kapitalism i kombination med en duglig byråkrati är den i vår tid bästa och förnuftigaste samhällsformationen. Han varnar samtidigt för den ökade byråkratins konsekvenser, vilka kan leda till att individerna placeras i en "järnbur" vilken han ansåg kunna leda till att individerna placeras i ett "stålhårt hölje" stahlhartes Gehäuse (vanligen felöversatt järnbur) av omänsklighet och ofrihet. När rationaliteten blir "formell" och medlen blir mål i sig förvandlas rationaliteten till irrationalitet. Vad gäller byråkratiseringen så är Weber pessimist och tilldelar mänskligheten små möjligheter att stoppa den.
Weber var en av de sociologer som försökte studera maktens väsen och betingelserna för maktens utövande. Enligt Weber berodde en lyckad maktutövning till stor del på i hur hög grad en maktutövare kan få den underordnade att tro på legitimiteten (här åsyftas uppfattad legitimitet på gruppnivå från aktörernas sida) i hans maktinnehav. De huvudsakliga grundvalarna för att göra anspråk på makt och motiven att underordna sig makten grupperar Weber i tre idealtyper: (1) de rationella, (2) de traditionella och (3) de karismatiska legitimeringsgrunderna.
I det första fallet baseras auktoriteten på att de underordnade tror på legaliteten hos en fastställd ordning och på makthavarnas rätt att ge anvisningar för att upprätthålla denna ordning. I det andra fallet är auktoriteten grundad på tron på traditionens okränkbarhet och på legitimiteten i att på traditionellt sätt utse makthavarna. Den tredje idealtypen, den karismatiska, grundar sig på den utomvardagliga hängivenheten för en helig person, hjälte eller annan förebild.
När Weber beskriver dessa ledargestalter måste man betänka att de är idealtyper, som sällan eller aldrig uppträder i renodlad form i verkligheten. Han påpekar även, att det finns andra former av maktutövning som bygger på våldsutövning m.m. och som inte är legitimerad av dem som underkastats makten, men att denna form är ovanligare och svårare att upprätthålla.
Weber beskrev också fyra idealtyper angående socialt handlande, dessa var: instrumentellt rationellt handlande(zweckrational), värderationellt handlande (wertrational), affektuellt handlande och traditionellt handlande.

## Rationalitetsbegreppet
Weber menade att det fanns en rationaliseringstendens i människans historia, vilket man kunde se på den ekonomiska rationalitetens utveckling såväl som på områden som religion, politik och musik. Denna rationaliseringstendens har lett till förändringar i människors sätt att leva. Han urskiljer denna tendens på ett antal olika nivåer (tänkande, handlande, auktoritetens legitimering och organisationsformernas utveckling), som han med hjälp av sina idealtyper för mänskligt handlande använder för att förklara utvecklingen.
Från det traditionella handlandet har man gått mer åt värde- och målrationellt handlande, från att legitimera makten traditionellt gör man det alltmer med hjälp av byråkrati och från de traditionella organisationsformerna har det vuxit upp alltmer byråkratiska organisationer. Detta ser han som en paradox i och med att rationalitetens utveckling har inneburit stora framsteg i fråga om teknik och produktion, men har medfört en förlust för den existentiella grunden i människors liv. Det går att dra vissa paralleller mellan Webers stålhårda hölje ("stahlhartes Gehäuse" på tyska) och Karl Marx teorier om bas och överbyggnad.

## Metodteori
Webers verstehen-metod grundas på hans definition av sociologi, som går ut på att förstå (verstehen) människors agerande. Metodteorin består av en förklaring av förståelsens beståndsdelar. Denna teori ledde dock till teorin om idealtyper, och teorin om att sociologin kan förhålla sig neutral om den studerar värdena och meningsinnehållet. Hans rykte som en av sociologins grundare består i hans beskrivning av sociologin och andra centrala begreppsdefinitioner.
Weber följde här i Windelbands anda och postulerade att historisk och kulturell kunskap är distinkt från naturvetenskaplig kunskap. Medan beteende i princip kan analyseras enligt mer positivistisk metod, för att etablera regelbundenheter kring beteende kan handling enbart tolkas i relation till den radikalt subjektiva menings och värderingstillskrivelsen som aktören har.

## Förkortningar för Webers verk
GARS - Gesammelte Aufsätze zur Religionssoziologie
GAW - Gesammelte Aufsätze zur Wissenschaftslehre
MWG - Max Weber-Gesamtausgabe
WuG - Wirtschaft und Gesellschaft